# 盐城南洋国际机场
盐城南洋国际机场，位于江苏省盐城市亭湖区南洋镇境内，距市中心直线距离约8.3公里，并和宁盐、连盐、淮盐、盐通等高速公路连接。
盐城南洋国际机场2000年3月29日重新通航，飞行跑道长2200米，飞行区等级为4C，设计年旅客吞吐量35万人次。盐城机场于2008年、2011年、2012年、2014年分别突破10万、20万、30万人次、50万人次。目前盐城机场在飞航线有首尔、香港、台北、北京、广州、上海、昆明、长沙、西安、厦门、哈尔滨、武汉、沈阳、大阪等航线15条。运营航空公司包括中国国际航空、东方航空、南方航空、厦门航空、首都航空以及华信航空、立荣航空、香港航空和韩亚航空。2012年盐城南洋机场全年旅客吞吐量达31万6913人次，邮货吞吐量2842.4吨，全年航班起降3350架次。
目前盐城机场已经完成扩建工程，新增5个C类机位，跑道延长600米，滑行道延长1000米，新增3个廊桥，改造1个廊桥，以适应更大机型起降。完成扩建后的盐城机场，现已可以起降空中客车A321大小的机型。

## 发展历史
盐城机场始建于1958年，1959年1月，江苏省第一条地方航线南京-盐城首飞。
1960年1月15日，盐城机场正式开通民航业务，1961年9月29日，因亏损民航停航，1962年5月2日撤销民航盐城站。
1986年4月29日，盐城机场民航复航，开通上海、南京航线。
1988年，盐城机场新建候机楼1664平方米、停机坪4000平方米，同年2月5日，与中国联航合作，成立中国联合航空公司盐城公司。11月11日，北京南苑-盐城航班首航。
1991年3月5日，开通北京南苑经盐城至广东佛山的CUA357/358往返航班，使用伊尔18客机运营。
1994年2月21日，中国联航开通北京南苑-盐城-广东惠州CUA371/372往返航班。
1996年，盐城自筹资金1.2亿元，按照4C级标准，年旅客吞吐量30万人次规模建设盐城民航站。
2000年1月27日，盐城举行了民航站竣工典礼。3月29日，中国南方航空广西公司在盐城机场正式开通民航航班，中国联航停航。
2004年4月，盐城机场口岸临时开放，中国东方航空开通盐城至韩国首尔临时包机。
2007年7月4日，江苏盐城航空口岸对外国籍飞机开放。
2009年4月9日，盐城机场实现对外开放，成为国家一类航空口岸。
2009年6月开通了盐城—香港航班，2011年9月开通盐城—台北航班。
2014年12月11日，盐城南洋机场年旅客吞吐量首次突破50万人次。
2018年更名盐城南洋国际机场。

## 空中交通服务通信设施通信频率
塔台：123.15MHz（130.0MHz）

## 航空公司与航点

### 境內航線
| 航空公司     | 目的地                                   |
| ------------ | ---------------------------------------- |
| 中国东方航空 | 长沙、上海/虹桥、沈阳、武汉、西安        |
| 春秋航空     | 深圳、福州、银川、宁波、石家庄、天津     |
| 九元航空     | 厦门、温州、無錫、沈阳（經停無錫）、贵阳 |
| 中国南方航空 | 深圳、广州、烟台                         |
| 山东航空     | 厦门、太原                               |
| 乌鲁木齐航空 | 乌鲁木齐                                 |
| 成都航空     | 成都/雙流、长春                          |
| 厦门航空     | 厦门、哈尔滨                             |
| 重庆航空     | 重庆、大连                               |
| 祥鹏航空     | 郑州、温州                               |
| 奥凯航空     | 天津、海口                               |
| 中国国际航空 | 北京/首都                                |
| 中国联合航空 | 北京/大興                                |
| 吉祥航空     | 南京                                     |
| 首都航空     | 三亚                                     |

### 港澳台/國際航線
| 航空公司     | 目的地                         |
| ------------ | ------------------------------ |
| 中国东方航空 | 首尔/仁川                      |
| 春秋航空     | 大阪/關西（2025年9月20日開辦） |
| 韩亚航空     | 首尔/仁川                      |